# 일본국 헌법 제99조
일본국 헌법 제99조(일본어: 日本国憲法第99条)은 일본국 헌법 제10장 "최고 법규"의 조문 중 하나이다. 헌법의 존중 및 옹호의 의무에 대해 규정하고 있다.

## 조문
일본국 헌법 제99조
천황 또는 섭정 및 국무대신, 국회의원, 재판관 그 외 공무원은 이 헌법을 존중하고 옹호할 의무를 진다.

## 해설
일본국 헌법에 따라 구성된 헌법기관이나 그 구성원의 헌법 존중과 옹호의 의무를 규정하고 있다. 여기서 헌법 수호의 의무를 지는 대상에 천황을 포함함으로써, 일본국 헌법이 지향하는 정치 체제가 입헌군주제임을 확인할 수 있다.